# شمال ميامي بيتش
شمال ميامي بيتش معروفة باسم NMB هي أحد ضواحي مدينة ميامي في فلوريدا في السابق كان اسمه فولفورد هو اسم وليام فولفورد هو أحد رجالات حرس سواحل الأمريكي .تأسست في المدينة في عام 1927 تم تغيير اسمه إلى شمال ميامي بيتش في عام 1931. في إحصاء تم عام 2010 قدر عدد سكان المنطقة ب41 الف نسمة

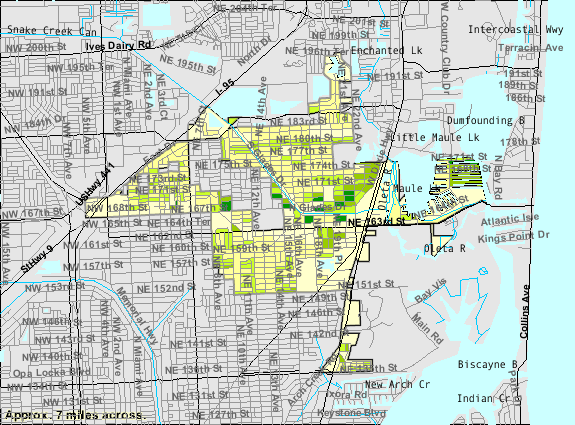
موقع المدينة